# Castillo de Gifu
El Castillo de Gifu (岐阜城 Gifu-jō?) es un castillo japonés localizado en Gifu, Japón. Junto con el monte Kinka y el río Nagara, es uno de los símbolos principales de la ciudad.

## Historia
El castillo de Gifu fue construido por el clan Nikaidō entre 1201 y 1204 durante el Período Kamakura.
Originalmente llamado Castillo Inabayama (稲葉山城 Inabayama-jō?), el castillo de Gifu ha experimentado una serie de reparaciones durante el curso de varias generaciones.
Se sabe que una vez un hombre llamado Takenaka Hanbei fue al castillo para visitar a su hermano enfermo, Saitō Tatsuoki aunque sus verdaderos motivos no era visitarlo, sino matarlo. Cuando Hanbei lo golpeó, Tatsuoki estaba sumamente confundido y pensó que un ejército había llegado para atacarlo, por lo que salió huyendo. Hanbei se apoderó del castillo Inabayama con mucha facilidad. Más tarde Hanbei le devolvió el castillo a su hermano, pero su reputación se perdió debido a su huida. Cuando Nobunaga Oda atacó el castillo Inabayama, los hombres de Tatsuoki recordaron este evento y huyeron también. Nobunaga tomó para sí el castillo y lo convirtió en su principal base de operaciones.
Nobunaga renombró la fortificación como “Castillo de Gifu” de acuerdo con una antigua práctica china y procedió a renovarlo para hacerlo más grande e impresionante. Luís Fróis, un renombrado misionario jesuita de Portugal, fue invitado personalmente por Nobunaga a que visitara el castillo. Frois alabó la extraordinaria belleza de la fortificación.
El castillo de Gifu fue destruido durante un bombardeo de la Segunda Guerra Mundial de 1945, por lo que se procedió a reconstruirlo en la década de los 50 de concreto y madera.
El castillo aloja actualmente un museo.